# Französische Rugby-Union-Meisterschaft 1958/59
Die Saison 1958/59 war die 60. Austragung der französischen Rugby-Union-Meisterschaft (französisch Championnat de France de rugby à XV). Sie umfasste 48 Mannschaften in der ersten Division (heutige Top 14).
Die Meisterschaft begann mit der Gruppenphase, bei der in sieben Gruppen je acht Mannschaften gegeneinander antraten. Die Erst- bis Fünftplatzierten jeder Gruppe sowie die zwei besten Sechstplatzierten zogen in die Finalphase ein. Wegen der Aufstockung der ersten Division in der nächsten Saison gab es keine Absteiger. Es folgten Sechzehntel-, Achtel-, Viertel- und Halbfinale. Im Endspiel, das am 24. Mai 1959 im Parc Lescure in Bordeaux stattfand, trafen die zwei Halbfinalsieger aufeinander und spielten um den Bouclier de Brennus. Dabei setzte sich der Racing Club de France gegen Stade Montois durch und errang zum vierten Mal den Meistertitel.

## Gruppenphase
|    | Team               | Siege | Unent. | Ndlg. | Spiel- punkte | Diff. | Tabellen- punkte |
| -- | ------------------ | ----- | ------ | ----- | ------------- | ----- | ---------------- |
| 1. | FC Lourdes         | 13    | 1      | 0     | 212:60        | + 152 | 41               |
| 2. | CS Vienne          | 5     | 6      | 3     | 77:42         | + 35  | 30               |
| 3. | CA Brive           | 7     | 2      | 5     | 81:100        | − 19  | 30               |
| 4. | FC Auch            | 6     | 3      | 5     | 97:87         | + 10  | 29               |
| 5. | TOEC               | 6     | 2      | 6     | 101:58        | + 43  | 28               |
| 6. | US Montauban       | 5     | 3      | 6     | 68:82         | − 14  | 27               |
| 7. | Stade Lavelanétien | 2     | 3      | 9     | 28:119        | − 91  | 21               |
| 8. | RC Chalon          | 2     | 0      | 12    | 42:158        | − 116 | 18               |

|    | Team              | Siege | Unent. | Ndlg. | Spiel- punkte | Diff. | Tabellen- punkte |
| -- | ----------------- | ----- | ------ | ----- | ------------- | ----- | ---------------- |
| 1. | SC Mazamet        | 11    | 1      | 2     | 171:59        | + 112 | 37               |
| 2. | La Voulte Sportif | 10    | 1      | 3     | 142:65        | + 77  | 35               |
| 3. | Stade Toulousain  | 10    | 0      | 4     | 141:82        | + 59  | 34               |
| 4. | Castres Olympique | 8     | 3      | 3     | 111:50        | + 61  | 33               |
| 5. | SU Agen           | 3     | 3      | 8     | 76:120        | − 44  | 23               |
| 6. | FC Saint-Claude   | 3     | 2      | 9     | 77:129        | − 52  | 22               |
| 7. | RC Narbonne       | 3     | 2      | 9     | 88:149        | − 61  | 22               |
| 8. | Stade Niortais    | 2     | 0      | 12    | 72:224        | − 152 | 18               |

|    | Team                | Siege | Unent. | Ndlg. | Spiel- punkte | Diff. | Tabellen- punkte |
| -- | ------------------- | ----- | ------ | ----- | ------------- | ----- | ---------------- |
| 1. | Stade Montois       | 13    | 1      | 0     | 142:56        | + 86  | 36               |
| 2. | Section Paloise     | 9     | 2      | 3     | 127:69        | + 58  | 34               |
| 3. | Aviron Bayonnais    | 7     | 2      | 5     | 101:91        | + 10  | 30               |
| 4. | Stadoceste Tarbais  | 6     | 2      | 6     | 101:97        | + 4   | 28               |
| 5. | Stade Aurillacois   | 5     | 3      | 6     | 63:65         | − 2   | 27               |
| 6. | US Romans           | 4     | 4      | 6     | 54:104        | − 50  | 26               |
| 7. | Boucau Tarnos Stade | 3     | 3      | 8     | 62:76         | − 14  | 23               |
| 8. | Saint-Girons SC     | 2     | 2      | 10    | 46:138        | − 92  | 20               |

|    | Team                  | Siege | Unent. | Ndlg. | Spiel- punkte | Diff. | Tabellen- punkte |
| -- | --------------------- | ----- | ------ | ----- | ------------- | ----- | ---------------- |
| 1. | Racing Club de France | 8     | 4      | 2     | 131:49        | + 82  | 34               |
| 2. | US Dax                | 8     | 3      | 3     | 85:31         | + 54  | 33               |
| 3. | SC Angoulême          | 9     | 1      | 4     | 100:117       | − 17  | 33               |
| 4. | RC Toulon             | 8     | 1      | 5     | 135:78        | + 57  | 31               |
| 5. | SC Tulle              | 5     | 1      | 8     | 83:96         | − 13  | 25               |
| 6. | Paris Université Club | 4     | 2      | 8     | 89:96         | − 7   | 24               |
| 7. | US Bressane           | 4     | 2      | 8     | 100:159       | − 59  | 24               |
| 8. | CA Bègles             | 2     | 2      | 10    | 37:134        | − 97  | 20               |

|    | Team               | Siege | Unent. | Ndlg. | Spiel- punkte | Diff. | Tabellen- punkte |
| -- | ------------------ | ----- | ------ | ----- | ------------- | ----- | ---------------- |
| 1. | CA Périgueux       | 8     | 3      | 3     | 141:88        | + 53  | 33               |
| 2. | USA Perpignan      | 8     | 2      | 4     | 144:71        | + 73  | 32               |
| 3. | US Cognac          | 7     | 3      | 4     | 105:65        | + 40  | 31               |
| 4. | SO Chambéry        | 7     | 2      | 5     | 125:877       | + 38  | 30               |
| 5. | Biarritz Olympique | 6     | 4      | 4     | 97:93         | + 4   | 30               |
| 6. | SC Graulhet        | 4     | 4      | 6     | 78:110        | − 32  | 26               |
| 7. | AS Soustons        | 3     | 2      | 9     | 34:104        | − 70  | 22               |
| 8. | SA Saint-Sever     | 3     | 0      | 11    | 55:161        | − 106 | 20               |

|    | Team            | Siege | Unent. | Ndlg. | Spiel- punkte | Diff. | Tabellen- punkte |
| -- | --------------- | ----- | ------ | ----- | ------------- | ----- | ---------------- |
| 1. | FC Grenoble     | 11    | 0      | 3     | 130:73        | + 57  | 36               |
| 2. | Cahors Rugby    | 8     | 2      | 4     | 149:107       | + 42  | 32               |
| 3. | AS Béziers      | 7     | 1      | 6     | 148:69        | + 79  | 29               |
| 4. | RC Vichy        | 7     | 0      | 7     | 62:88         | − 26  | 28               |
| 5. | AS Montferrand  | 5     | 2      | 7     | 60:87         | − 27  | 26               |
| 6. | Stade Rochelais | 5     | 2      | 7     | 64:115        | − 51  | 26               |
| 7. | US Tyrosse      | 5     | 0      | 9     | 98:141        | − 43  | 24               |
| 8. | US Carmaux      | 4     | 1      | 9     | 72:103        | − 31  | 23               |

## Finalphase

### 1/16-Finale
| Datum         | Begegnung                              | Ergebnis |
| ------------- | -------------------------------------- | -------- |
| 22. März 1956 | FC Lourdes – SC Graulhet               | 12:6     |
| 22. März 1956 | AS Béziers – CA Brive                  | 13:9     |
| 22. März 1956 | Section Paloise – TOEC                 | 30:3     |
| 22. März 1956 | US Dax – RC Vichy                      | 09:0     |
| 22. März 1956 | Racing Club de France – AS Montferrand | 08:0     |
| 22. März 1956 | CS Vienne – FC Auch                    | 03:3     |
| 22. März 1956 | FC Grenoble – SC Tulle                 | 12:6     |
| 22. März 1956 | RC Toulon – Stade Toulousain           | 14:6     |
| 22. März 1956 | La Voulte Sportif – US Cognac          | 06:0     |
| 22. März 1956 | USA Perpignan – Stadoceste Tarbais     | 08:3     |
| 22. März 1956 | SC Mazamet – US Montauban              | 23:3     |
| 22. März 1956 | Aviron Bayonnais – SO Chambéry         | 13:3     |
| 22. März 1956 | Stade Montois – SU Agen                | 05:0     |
| 22. März 1956 | Castres Olympique – SC Angoulême       | 15:0     |
| 22. März 1956 | CA Périgueux – Stade Aurillacois       | 19:0     |
| 22. März 1956 | Biarritz Olympique – Cahors Rugby      | 06:3     |

### Achtelfinale
| Datum         | Begegnung                         | Ergebnis |
| ------------- | --------------------------------- | -------- |
| 5. April 1956 | FC Lourdes – AS Béziers           | 06:5     |
| 5. April 1956 | Section Paloise – US Dax          | 12:6     |
| 5. April 1956 | Racing Club de France – CS Vienne | 06:0     |
| 5. April 1956 | FC Grenoble – RC Toulon           | 05:3     |
| 5. April 1956 | La Voulte Sportif – USA Perpignan | 03:0     |
| 5. April 1956 | SC Mazamet – Aviron Bayonnais     | 06:3     |
| 5. April 1956 | Stade Montois – Castres Olympique | 06:0     |
| 5. April 1956 | CA Périgueux – Biarritz Olympique | 16:3     |

### Viertelfinale
| Datum          | Begegnung                           | Ergebnis |
| -------------- | ----------------------------------- | -------- |
| 19. April 1956 | FC Lourdes – Section Paloise        | 09:8     |
| 19. April 1956 | Racing Club de France – FC Grenoble | 14:5     |
| 19. April 1956 | La Voulte Sportif – SC Mazamet      | 03:0     |
| 19. April 1956 | Stade Montois – CA Périgueux        | 20:3     |

### Halbfinale
| Datum       | Begegnung                          | Ergebnis |
| ----------- | ---------------------------------- | -------- |
| 3. Mai 1959 | Stade Montois – La Voulte Sportif  | 16:9     |
| 3. Mai 1959 | Racing Club de France – FC Lourdes | 19:3     |

### Finale
| 24. Mai 1959 | Racing Club de France                                            | 8 : 3         | Stade Montois             | Parc Lescure, Bordeaux Zuschauer: 31.098 Schiedsrichter: Albert Ferrasse |
| 24. Mai 1959 | Versuche: Boize (1) Erhöhungen: Debet (1) Straftritte: Debet (1) | (8:0) Bericht | Versuche: G. Boniface (1) | Parc Lescure, Bordeaux Zuschauer: 31.098 Schiedsrichter: Albert Ferrasse |

Aufstellungen
Racing Club de France: Émile Barbaste, Jean-Pierre Beigbeder, Stéphane Boize, Alain Chappuis, Michel Crauste, Michel Debet, Louis Fernandez, Serge Grousset, Roger Labernède, Henri Lasserre, Arnaud Marquesuzaa, François Moncla, Robert Navarre, Claude Obadia, Marc Paillassa
Stade Montois: Jean-Baptiste Amestoy, André Boniface, Guy Boniface, Jacques Bourdeu, Jean-Roger Bourdeu, Pierre Capbert, Pierre Cazals, Gérard Dagès, Christian Darrouy, Francis Darroze, Pierre Lacroix, Pierre Pascalin, Louis Requenna, Ferdinand Roumat, Paul Tignol